# Gare de Saint-Sauveur-de-Peyre
La gare de Saint-Sauveur-de-Peyre est une gare ferroviaire française de la ligne de Béziers à Neussargues (dite aussi ligne des Causses), située sur le territoire de la commune de Saint-Sauveur-de-Peyre, dans le département de la Lozère en région Occitanie.
Elle est mise en service en 1887 par la Compagnie des chemins de fer du Midi et du Canal latéral à la Garonne (Midi) et fermée dans la deuxième moitié du XXe siècle.

## Situation ferroviaire
Établie à 1 030 mètres d'altitude, la gare de Saint-Sauveur-de-Peyre est située au point kilométrique (PK) 635,051 de la ligne de Béziers à Neussargues entre les gares ouvertes de Marvejols et d'Aumont-Aubrac.
Une sous station électrique et une courte voie de garage sont présents sur le site de la gare (voir photo ci-dessous).

## Histoire
La « station de Saint-Sauveur-de-Peyre » est mise en service le 9 mai 1887 par la Compagnie des chemins de fer du Midi et du Canal latéral à la Garonne (Midi) lorsqu'elle ouvre à l'exploitation la section de Marvejols à Saint-Chély.
Elle est fermée vers la fin XXe siècle par la Société nationale des chemins de fer français (SNCF).

## Patrimoine ferroviaire
L'ancien bâtiment voyageurs fermé au service ferroviaire.

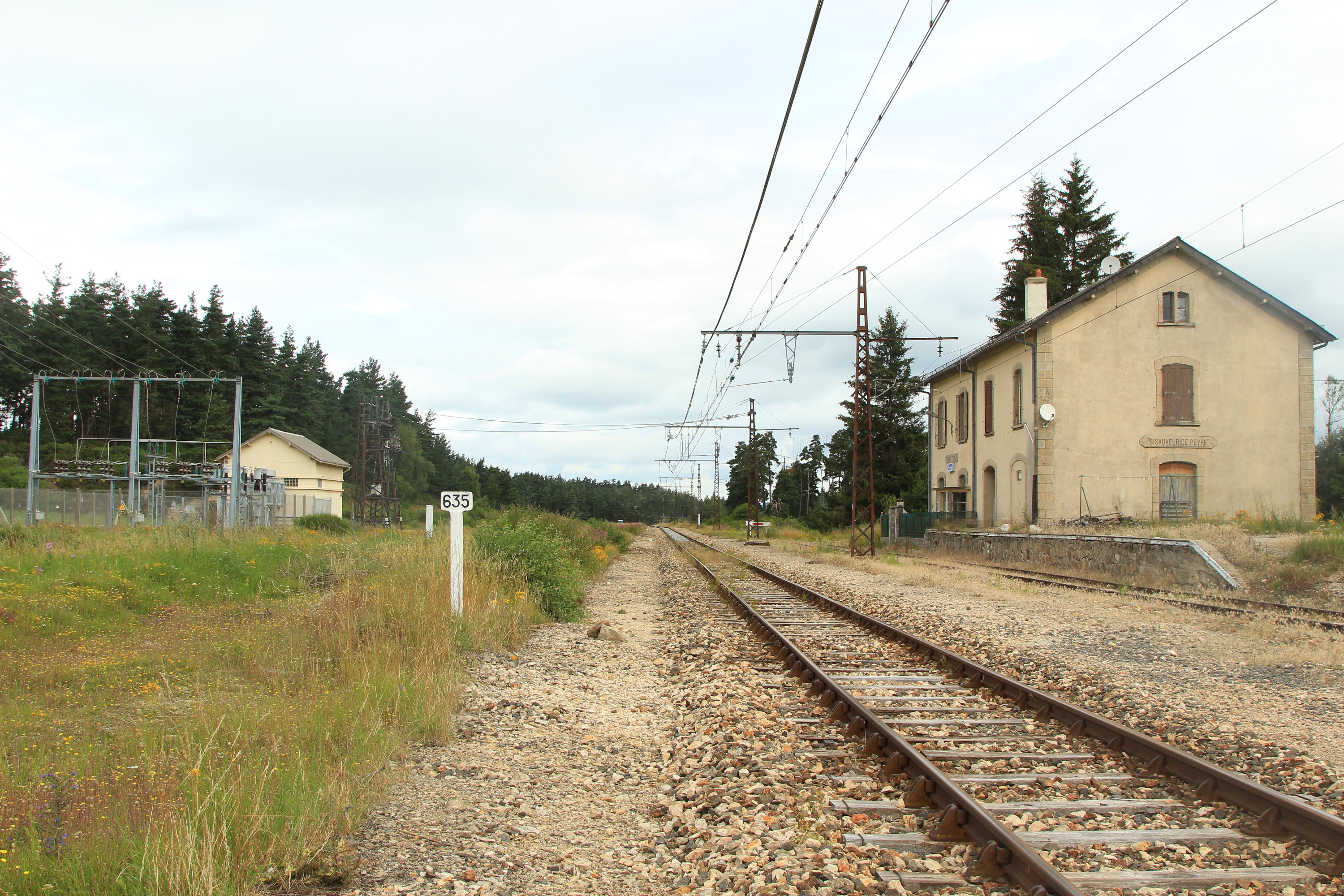
Vue générale de la gare avec le bâtiment voyageurs et la sous-station électrique.